# Línia 3 del metro de Madrid
La Línia 3 del metro de Madrid és una línia de ferrocarril metropolità de la xarxa del metro de Madrid. Aquesta línia connecta les estacions d'El Casar  i Moncloa.